# Téramo
Téramo é uma comuna italiana da região dos Abruzos, província de Téramo, com cerca de 60.000 habitantes. Estende-se por uma área de 151 km², tendo uma densidade populacional de 317 hab/km². Faz fronteira com Basciano, Bellante, Campli, Canzano, Castellalto, Cermignano, Cortino, Montorio al Vomano, Penna Sant'Andrea, Torricella Sicura.
A cidade, 150 quilômetros de Roma, está situado na parte norte de Abruzzo, numa área montanhosa entre as encostas da montanha mais alta nos Apeninos (Gran Sasso d'Italia) e da costa do Adriático. De fato, um dos poucos lugares onde você pode ver picos nevados de 3000 metros e praias ensolaradas do Mar Adriático, ambos apenas meia hora do centro da cidade.
Era conhecida como Interamna Pretuciana (em latim: Interamna Praetutiana) durante o período romano.
Teramo surge na confluência do rio e Tordino Vezzola fluxo em torno de seu centro histórico.

## Demografia
| Variação demográfica do município entre 1861 e 2011                               |
|                                                                                   |
| Fonte: Istituto Nazionale di Statistica (ISTAT) - Elaboração gráfica da Wikipedia |